# Аргвети

Аргвети (груз.: არგვეთი), также Маргвети (груз.: მარგვეთი) — исторический район в Имеретии. 

## История
Этот район находился на исторической иберо-лазской границе, то есть между нынешней восточной и западной частями Грузии. 
С III века до нашей эры до VI века нашей эры Аргвети часто попадал под власть царей Иберии (Картли) и иногда охватывал также некоторые соседние области, в частности, Таквери. 
Аргвети было полунезависимым княжеством (самтавро) в раннем средневековье, известным своими дворянами VIII века Давидом и Константином Мхеидзе, которые сражались против арабов в 730-х годах. 
С VIII по XI века район Аргвети образовывал герцогство в составе Абхазского царства, которое в 1008 году было объединено с Иберией и образовало единую грузинскую монархию во главе с Багратом III Багратиони и династией Багратионов вплоть до XIX века.

### Более поздние сведения
Давид IV Строитель пожертвует часть Аргвети монастырю Гелати.  
То, что осталось от владений князей Багваши, было передано роду Аманелисдзе в XII-XIII веках. 
В период позднего средневековья Аргвети была распределена между вотчинами различных дворянских родов Имеретинского царства, в частности между вотчинами князей Церетели, Абашидзе, Чхеидзе и Мхеидзе.

## Исторические памятники
Некоторые из важных исторических памятников, разбросанных по территории, — это крепости: 
1. Шорапани,
2. Сканда,
3. Свери,
4. Чиха,
5. Мухури.

Также в Аргвети были церкви: 
1. Убиси,
2. Джручи,
3. Табакини и Кацхи.